# Cottonia
Cottonia é um género botânico pertencente à família das orquídeas (Orchidaceae).